# Patrick de Paula
Patrick de Paula Carreiro (ur. 8 września 1999 w Rio de Janeiro) – brazylijski piłkarz występujący na pozycji środkowego pomocnika, od 2022 roku zawodnik Botafogo.

## Botafogo
W marcu 2022 roku Botafogo ogłosił podpisanie kontraktu z pomocnikiem Patrickiem de Paulą. Zawodnik podpisał kontrakt do grudnia 2026 roku i był to wówczas najdroższy zakup w historii Glorioso. Za kierownicę Botafogo zapłacił 6 milionów euro (około 33 milionów R $) za 50% praw ekonomicznych.
Patrick de Paula zadebiutował w drużynie Glorioso w przegranym 3:1 meczu z Corinthians na stadionie Nilton Santos. Pierwszy gol pomocnika Botafogo padł w wygranym 3:0 meczu z Ceilândią w rewanżu trzeciej fazy Copa do Brasil.
Patrick de Paula doznał poważnej kontuzji lewego kolana w meczu z Flamengo dla Campeonato Carioca, po przejściu badań obrazowych wykryto kontuzję wymagającą operacji. Jego powrót do zdrowia będzie trwał przez cały sezon.
Patrick de Paula wrócił do treningów z grupą Botafogo dopiero w lutym 2024 roku. Po 400 dniach nieobecności Patrick de Paula wrócił do gry dla Botafogo w wygranym 2:0 meczu z Boavistą, w finale Copa Rio 2024.
Pomimo powrotu na boisko w Mistrzostwach Stanu, Patrick de Paula nie znalazł się w komisji technicznej Botafogo na najbliższy mecz z Juniorem Barranquilla w fazie grupowej Libertadores da América.